# Hagamannen (TV-serie)
Hagamannen är en svensk dokumentärserie som hade premiär på SVT Play den 1 oktober 2023 och består av fem avsnitt. Producent för serien är Eva Löfroth på SVT i Umeå.

## Handling
Serien kretsar kring Niklas Lindgren, för allmänheten mer känd som Hagamannen, som under flera år höll delar av Umeås befolkning i skräck då han gjorde sig skyldig till flera våldtäkter och våldsbrott. Han greps av polisen den 29 mars 2006 och erkände att han utfört sex av överfallen. I juli 2006 dömdes han av till 14 års fängelse. Enligt Eva Löfroth skiljer denna dokumentär från tidigare då offren och andra berörda berättar om sina upplevelser.